# Carex marina
Carex marina — вид трав'янистих рослин родини осокові (Cyperáceae), поширений у Ґренландії й арктичних частинах Євразії й Північної Америки. Етимологія: лат. marinus — «морський».

## Опис
Це багаторічні трав'янисті рослини, які формують невеличкі купини. Кореневища короткі. Стебла прямі, тонкі, 10–15(30) см завдовжки, грубі дистально. Листові пластини від блідо-зеленого до сіро-зеленого кольору, 5–10 см × 1–2 мм. Суцвіття 0.7–1.5 см × 4–7 мм. Колосків 2–3(4), довгасто-булавоподібні, 3–6 × 3–5 мм, термінальні колоски не булавоподібні. Маточкові луски червоно-коричневі з більш світлим центром і широкими білими напівпрозорими краями, довгасто-яйцеподібні, верхівки тупі. Сім'янки червоно-коричневі, широко-обернено-яйцеподібні, 1.25–1.5 × 1 мм, від тьмяних до злегка глянсових.
Квітка в Carex одностатева, без оцвітини, і підтримуються лускою. Чоловіча квітка складається з 3 тичинок. Визначальною структурою роду Carex є пляшкоподібний приквіток навколо кожної жіночої квітки. Колоски можуть бути одностатеві або двостатеві.

## Відтворення
Статеве розмноження насінням; немає вегетативного розмноження. Ця рослина не може вижити протягом століть без відтворення. Плоди розсіюються водою і, ймовірно, птицею.

## Поширення
Цей арктичний вид поширений в Ґренландії, Шпіцбергені, арктичній Росії, Канаді, Алясці.
Населяє дрібні болота на рівнинах або дуже пологих схилах, які просочуються водою від танення вічної мерзлоти впродовж усього сезону зростання. В основному обмежуються субстратами з більш-менш основною реакцією ґрунту (рН).